# Onthophagus parviobscurior
Onthophagus parviobscurior là một loài bọ cánh cứng trong họ Bọ hung (Scarabaeidae).